# Sculptolumina japonica
Sculptolumina japonica är en lavart som först beskrevs av Edward Tuckerman och som fick sitt nu gällande namn av Bernhard Marbach 2000. 
Sculptolumina japonica ingår i släktet Sculptolumina och familjen Caliciaceae. Inga underarter finns listade i Catalogue of Life.